# Roland Fairbairn McWilliams
Roland Fairbairn McWilliams (* 10. Oktober 1874 in Peterborough, Ontario; † 10. Dezember 1957 in Winnipeg) war ein kanadischer Politiker. Von 1940 bis 1953 war er Vizegouverneur der Provinz Manitoba.

## Leben
McWilliams studierte Recht an der University of Toronto und an der Osgoode Hall Law School. 1899 erhielt er die Zulassung als Rechtsanwalt und praktizierte daraufhin in der Stadt Peterborough. Auf Seiten der Ontario Liberal Party trat er 1905 ohne Erfolg zu den Wahlen zur Legislativversammlung von Ontario an. Ein Jahr später wurde er zum Bürgermeister von Peterborough gewählt. 1910 zog er nach Winnipeg und gründete dort eine eigene Kanzlei.
Neben seiner beruflichen Tätigkeit spielte McWilliams eine wichtige Rolle in der Jugendorganisation YMCA. So war er 1923/24 Vizepräsident des nordamerikanischen Verbandes und von 1922 bis 1929 Präsident des kanadischen Nationalverbandes. Darüber hinaus präsidierte er die Stadtplanungskommission von Winnipeg. 1926 unternahm er eine Reise in die Sowjetunion und schrieb später zwei Bücher über die politische und wirtschaftliche Situation des Landes. Im Gegensatz zu seiner Ehefrau Margaret, die mehrere Jahre dem Stadtrat von Winnipeg angehörte, strebte er keine politischen Ämter mehr an.
Generalgouverneur Lord Athlone vereidigte McWilliams am 1. November 1940 als Vizegouverneur von Manitoba. Dieses repräsentative Amt übte er bis zum 1. August 1953 aus. Die University of Manitoba verlieh ihm 1945 die Ehrendoktorwürde. Als strenger Anhänger der Abstinenzbewegung erlaubte McWilliams keinen Ausschank von Alkohol in seiner Residenz; diese Anordnung betraf auch den Besuch von Kronprinzessin Elizabeth und Prinz Philip im Jahr 1951.